# ELife
eLife는 생물의학과 생명과학 분야의 비상업적 동료평가 오픈 액세스 과학 학술지이다. 2012년에 하워드 휴즈 의학연구소, 막스 플랑크 협회, 웰컴 트러스트에 의해 창간되었다. 이들 단체는 eLife지에 2016년에 2600만 달러를 기부하기도 하였다.
2021년에는 캘리포니아 대학교 버클리의 마이클 에이슨이 편집장으로 근무한다. 인류유전학, 신경과학, 생물리학, 역학, 생태학에 이르기까지 다양한 분야의 과학자들이 편집한다.